# Диваев, Рафаил Узбекович
Рафаил Узбекович Диваев (баш. Рафаил Үзбәк улы Диваев; род. 2 ноября 1950, д. Абдрахманово, Аургазинский район, Башкирская АССР, РСФСР, СССР) — советский и российский деятель органов внутренних дел. Министр внутренних дел по Республике Башкортостан с февраля 1996 по 19 октября 2008. Генерал-лейтенант милиции.

## Биография
Родился 2 ноября 1950 в деревне Абдрахманово Аургазинского района Башкирской АССР.
В 1981 окончил Академию МВД СССР.
Трудовую деятельность начал в 1968 электрослесарем Стерлитамакского завода «Синтезкаучук».
На работу в органы внутренних дел поступил в августе 1971 после службы в пограничных войсках КГБ СССР. Начинал с должности младшего инспектора уголовного розыска отдела внутренних дел Стерлитамакского горисполкома.
В 1972—1974 учился в Елабужской специальной средней школе милиции МВД СССР.
В 1974—1977 — старший инспектор, заместитель начальника отделения уголовного розыска отдела внутренних дел Белорецка.
В 1977—1981 — заместитель начальника отделения уголовного розыска отдела внутренних дел Нефтекамска.
В 1981 — старший инспектор отдела по особо важным делам управления уголовного розыска МВД Башкирской АССР.
В 1981—1995 — начальник отделения уголовного розыска, заместитель начальника, начальник отдела внутренних дел, начальник управления внутренних дел Нефтекамска.
В июне 1995—1996 — первый заместитель министра внутренних дел — начальник службы криминальной милиции МВД Республики Башкортостан.
С февраля 1996 по 19 октября 2008 — министр внутренних дел по Республике Башкортостан.
Избирался депутатом палаты представителей Государственного Собрания Республики Башкортостан I созыва.
С 21 ноября 2008 по 2011 — заместитель премьер-министра Республики Башкортостан.
В 2019 возглавил Общественный совет при министерстве внутренних дел по Республике Башкортостан.

## Семья
Женат, трое детей.

## Награды
- Ведомственные награды и медали
- Наградное оружие
- Медаль «За безупречную службу» I, II, III степеней
- Орден Почёта
- Заслуженный юрист Республики Башкортостан
- Нагрудный знак «Почётный сотрудник МВД»
- Орден Салавата Юлаева (2023)
- Медаль «За заслуги в создании вооружения и военной техники»
- Почётный гражданин Аургазинского района (2005) — за большой вклад в социально-экономическое развитие района[4]